# Gam (Einheit)
Gam war ein persisches Längenmaß. Man rechnete 
- 1 Gam = 3 Schritte

Ein Schritt entsprach in der Regel um 0,75 Meter.